# ستيف موريسون (لاعب كرة قدم)
ستيف موريسون (بالإنجليزية: Steve Morrison)‏ (15 أغسطس 1961 بسنت أندروز في المملكة المتحدة - ) هو مدرب كرة قدم ولاعب كرة قدم بريطاني في مركز الوسط. لعب مع دونفرملين أثلتيك ونادي أبردين ونادي دمبرتون وهاميلتون أكاديميكال ونادي كلايد ونادي ألوا أثليتيك ونادي لارن ‏ وArdrossan Winton Rovers F.C. ‏ وLargs Thistle F.C. ‏ ونادي كلايدبانك ‏.

## وصلات خارجية
- ستيف موريسون على موقع قاعدة بيانات كرة القدم.إي يو (الإنجليزية)